# Luigi Carpentieri
Luigi Carpentieri (* 14. Dezember 1920 in Rom; † 12. März 1987) war ein italienischer Filmproduzent.

## Leben
Carpentieri arbeitete seit 1939 für den Film; er begann als Schnittassistent, wurde 1940 Regieassistent und übernahm 1948 die Regie für die italienische Version von La madonnina d’oro. Seit 1947 produzierte er, bis 1968, mit der von ihm und Ermanno Donati gegründeten Athena Cinematografia (ab 1960 Panda), etwa 40 Filme, meist handwerklich saubere Konfektionsware abenteuerlicher Art.
1969 gewann er mit einem seiner letzten Filme, Der Tag der Eule, sowohl einen David di Donatello wie einen Nastro d’Argento.

## Filmografie
- 1950: Einer war zuviel (Atto di accusa)
- 1957: Der Vampir von Notre Dame (I vampiri)
- 1958: Die Vergeltung des roten Korsaren (Il figlio del Corsaro Rosso)
- 1960: Maciste, der Rächer der Pharaonen (Maciste nella valle dei re)
- 1961: Maciste, der Sohn des Herkules (Maciste nella terra dei ciclopi)
- 1961: Maciste in der Gewalt des Tyrannen (Maciste alla corte del Gran Khan)
- 1962: Marco Polo
- 1962: Maciste, der Rächer der Verdammten (Maciste nell'inferno)
- 1962: Das schreckliche Geheimnis des Dr. Hichcock (L’orribile segreto del Dr. Hichcock)
- 1966: Das dritte Auge (Il terzo occhio)
- 1966: Eine Flut von Dollars (Un fiume di dollari)
- 1968: Der Tag der Eule (Il giorno della civetta)